# Шапур III
Шапур III (*شاپور سوم, д/н —388) — шахиншах Ірану в 383-388.

## Життєпис
Походив з династії Сасанідів. Син Шапура II, шаха Ірану, та Сітіл-Ґорак. У 379 перед смертю батько оголосив його спадкоємцем трону при регентстві родича Ардашира. Втім останній сам став царем. У 383 після повалення останнього, оголошено знаттю новим царем Шапуром III.
Із самого початку намагався обмежити всевладдя знаті. Втім наштовхнувся на спротив. Протягом усього правління тривала боротьба Шапура III з великою земельною аристократією.
У зовнішній політиці продовжив політику попередника. У 384 завершив перемовини з Римською імперією, уклавши мирний договір. За ним Вірменію було розділено: у східній частині утворилося царство на чолі із Хосровом IV, що став васалом Ірану. Шапур III видав за нього свою сестру. У 389 після смерті вірменського царя Аршака III, васала Римської імперії, Шапур III звернувся до Аркадія, римського імператора, щодо передачі Ірану всієї Вірменії, обіцяючи натомість сплачувати данину за західну Вірменію. Аркадій погодився на це. Водночас Шапур III припинив переслідування християн, розпочате попередниками.
У 387—388 іранські війська зазнали поразки від ефатілітів, які захопили східні сатрапії Ірану.
У 388 Шапур III внаслідок змови знаті загинув. Похований у гробниці в м. Керманшах, прикрашеній великими скульптурами та рельєфами. Йому спадкував син Бахрам IV.

## Родина
- Бахрам (д/н-399), шахиншах у 388—399 роках
- Єздигерд (д/н-420/421), шахиншах у 399—420/421 роках